# Cowboy Kevin
|  | Denne artikel er oprettet af botten Steenthbot ud fra en ekstern database. Den kan derfor have sproglige fejl eller mangler. Denne skabelon kan fjernes efter kontrol af indholdet. |

Cowboy Kevin er en dansk filmskolefilm fra 2022 instrueret af Anna Lund Konnerup.

## Handling
Cowboyen Kevin og Hest har været på en lang rejse for at finde den mystiske kvinde, der har skrevet et kærlighedsbrev til Kevin. Nu er de tæt på deres mål. Kevin er ivrig efter endelig at møde hende, men han indser, at kærlighed ikke altid er, hvad man forventer.